# Hun-saare
Les langues hun-saare ou langues duka sont des langues kainji parlées au Nigeria : le hun et le saare.